# World Climate Refugee Camp
Das World Climate Refugee Camp ist eine Installation des deutschen Künstlers Hermann Josef Hack und besteht aus derzeit über 1000 Miniaturzelten in der Größe eines Schuhkartons, die Hack seit 2007 selbst gefertigt und bemalt hat. Mit diesem Klimaflüchtlingslager en miniature macht Hack die Folgen des Klimawandels für Millionen von Menschen in den Metropolen der wohlhabenden europäischen Länder sichtbar. Bisherige Stationen des Klimaflüchtlingslagers waren das UN-Klimasekretariat in Bonn, die UNHCR-Generaldirektion in Berlin, die Marktplätze von Leipzig, Bremen und Offenbach, Pariser Platz und Alexanderplatz in Berlin, der Theaterplatz vor dem Deutschen Nationaltheater Weimar, der Flughafen Frankfurt Fraport und die Staatlichen Kunstsammlungen Dresden.